# Acide hypophosphoreux
L'acide hypophosphoreux, de formule H3PO2, est un oxacide et un agent réducteur puissant. Ses sels sont appelés hypophosphites.